# Săvăstreni
Săvăstreni – wieś w Rumunii, w okręgu Braszów, w gminie Recea. W 2011 roku liczyła 179 mieszkańców.